# 髙松渡
髙松 渡（たかまつ わたる、1999年7月2日 - ）は、兵庫県加古川市出身のプロ野球選手（内野手、外野手）。右投左打。埼玉西武ライオンズ所属。

## 経歴

### プロ入り前
加古川市立尾上小学校1年生の時、自身の父も所属した少年軟式野球チームの浜手ロイヤルズに入団し野球を始めた。ポジションは遊撃手と外野手だった。加古川市立浜の宮中学校時代は軟式野球部に所属した。
滝川第二高校に入学すると、1年生の秋にはベンチ入りを果たす。2年生の第98回全国高等学校野球選手権大会県予選では、4試合中3試合に出場し打率.444を記録した。それまで様々なポジションを経験したが、俊足を活かせる遊撃手に強い愛着を持っていた。しかし2年生の秋季兵庫県大会一回戦において遊撃手で出場して6失策を記録してしまい、監督の指示で外野手へ転向することになった。3年冬の間は外野の練習をしていたが高校3年春の兵庫県大会が終った機会に監督へ直訴し遊撃手へ再転向を果たした。その後は遊撃手の守備練習に重点を置き、腰高で体が硬い欠点を修正するためにストレッチ運動も取り入れるようになった。
2年生の3月に行われた、第47回明治神宮野球大会優勝校である履正社高校との練習試合では3番として出場。サヨナラのホームを踏むなど5打数4安打3盗塁を記録し、履正社高校の強打者安田尚憲を目当てに集まったプロ野球スカウトから注目を集めた。夏に行われた第99回全国高等学校野球選手権大会の県予選では、準決勝で明石商業高校に敗れベスト4に終わった。
2017年10月26日に行われたドラフト会議では、中日ドラゴンズから3位指名を受け、契約金5000万円、年俸600万円で入団に合意した。背番号は0。

### 中日時代

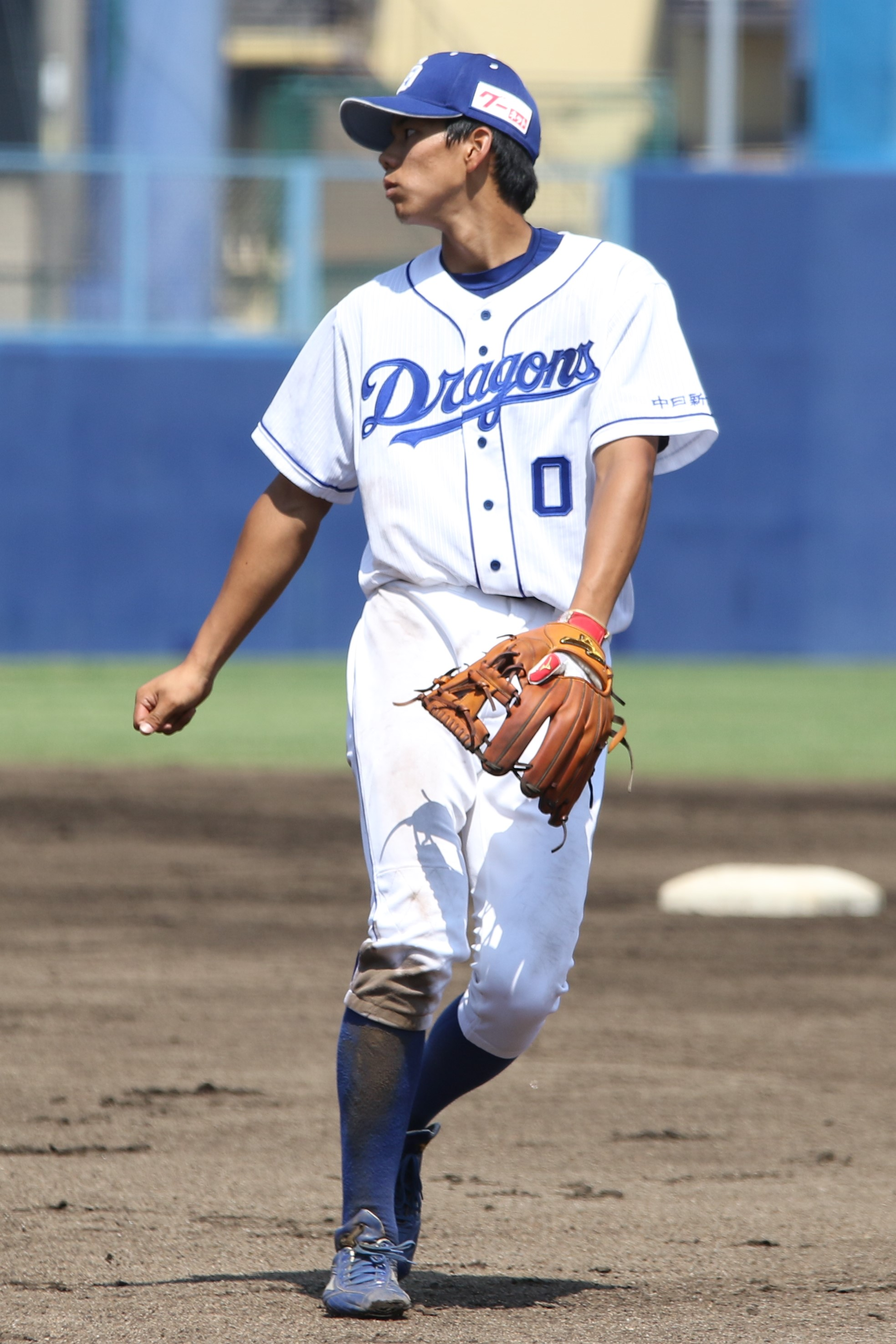
中日ドラゴンズ時代（2019年6月22日 ナゴヤ球場）

2018年は、二軍で3試合の出場で無安打に終わった。オフにアジアウィンターリーグに参加した。
2021年は開幕一軍入り。3月26日の広島東洋カープとの開幕戦では、9回に代走で出場した後二盗を決め、プロ初盗塁を記録した。4月2日の阪神タイガース戦（京セラドーム大阪）で「2番・二塁手」としてプロ初先発出場し、5回に藤浪晋太郎からプロ初安打を放った。4月30日の読売ジャイアンツ戦（東京ドーム）では4回に菅野智之から右前適時打を打ち、プロ初打点を記録した。10月12日のヤクルト戦（バンテリンドーム ナゴヤ）では8回に決勝点となる中犠飛を放ち、初めてヒーローインタビューを受けた。最終的に1年間一軍に帯同して78試合に出場し、15盗塁を記録した。オフに推定年俸1060万円（508万円増）で契約を更改した。
2022年は、出場試合数51試合、5盗塁とも前年を下回った。オフに推定年俸1060万円（現状維持）で契約を更改。また、背番号が51に変更となった。
2023年は、前半戦終了時点で出場試合数は21に留まるなど、出場機会が減少していた。

### 西武時代
2023年7月18日、川越誠司とのトレードで埼玉西武ライオンズへ移籍することが発表された。背番号は34。金子侑司の先発出場機会が増加したことで代走の切り札を望む西武と、リーグワーストの244得点、39本塁打と長打力不足に悩む中日の思惑が一致した形となった。しかし自身のコンディション不良もあり、移籍後はわずか2試合の出場にとどまった。オフに、現状維持の推定年俸1060万円で契約を更改し、更に背番号も50に変更した。
2024年は主に代走として35試合に出場し、8盗塁を記録した。オフに40万円増の推定年俸1100万円で契約を更改した。

## 選手としての特徴
50m5秒8、一塁到達最速3秒53の俊足と広角に打ち分ける打撃が武器。高校通算11本塁打の内、9本がランニング本塁打である。高校時代には、このようなプレースタイルから「滝二のイチロー」と呼ばれた。全体の印象として中日守備走塁コーチの荒木雅博から、スピードがある細身の体形は自身の入団時に似ているが、入団時の自分よりバットが振れていると評した。中日二軍内野守備走塁コーチの渡邉博幸からは、守備や走塁技術はまだまだだが、単純な足の速さならチーム内で俊足と名高い大島洋平や京田陽太以上だと位置づけた。また、打撃について、渡邉からまだ球を引っ張れずパワーはないがバットを折らないミート力の高さを称賛されている。
本職は内野手だが、外野手もこなすユーティリティープレイヤーである。

## 人物
目標の選手は、糸井嘉男。

## 詳細情報

### 年度別打撃成績
| 年 度     | 球 団     | 試 合 | 打 席 | 打 数 | 得 点 | 安 打 | 二 塁 打 | 三 塁 打 | 本 塁 打 | 塁 打 | 打 点 | 盗 塁 | 盗 塁 死 | 犠 打 | 犠 飛 | 四 球 | 敬 遠 | 死 球 | 三 振 | 併 殺 打 | 打 率 | 出 塁 率 | 長 打 率 | O P S |
| --------- | --------- | ----- | ----- | ----- | ----- | ----- | -------- | -------- | -------- | ----- | ----- | ----- | -------- | ----- | ----- | ----- | ----- | ----- | ----- | -------- | ----- | -------- | -------- | ----- |
| 2019      | 中日      | 2     | 0     | 0     | 1     | 0     | 0        | 0        | 0        | 0     | 0     | 0     | 0        | 0     | 0     | 0     | 0     | 0     | 0     | 0        | ----  | ----     | ----     | ----  |
| 2021      | 中日      | 78    | 123   | 112   | 18    | 28    | 1        | 0        | 0        | 29    | 4     | 15    | 9        | 6     | 1     | 3     | 0     | 1     | 35    | 0        | .250  | .274     | .259     | .532  |
| 2022      | 中日      | 51    | 14    | 14    | 17    | 1     | 0        | 0        | 0        | 1     | 0     | 5     | 3        | 0     | 0     | 0     | 0     | 0     | 5     | 0        | .071  | .071     | .071     | .143  |
| 2023      | 中日      | 23    | 1     | 1     | 8     | 0     | 0        | 0        | 0        | 0     | 0     | 2     | 1        | 0     | 0     | 0     | 0     | 0     | 0     | 0        | .000  | .000     | .000     | .000  |
| 2023      | 西武      | 2     | 1     | 1     | 0     | 0     | 0        | 0        | 0        | 0     | 0     | 1     | 0        | 0     | 0     | 0     | 0     | 0     | 0     | 0        | .000  | .000     | .000     | .000  |
| '23計     | 西武      | 25    | 2     | 2     | 8     | 0     | 0        | 0        | 0        | 0     | 0     | 3     | 1        | 0     | 0     | 0     | 0     | 0     | 0     | 0        | .000  | .000     | .000     | .000  |
| 2024      | 西武      | 35    | 6     | 6     | 7     | 0     | 0        | 0        | 0        | 0     | 0     | 8     | 2        | 0     | 0     | 0     | 0     | 0     | 4     | 0        | .000  | .000     | .000     | .000  |
| 通算：5年 | 通算：5年 | 191   | 145   | 134   | 51    | 29    | 1        | 0        | 0        | 30    | 4     | 31    | 15       | 6     | 1     | 3     | 0     | 1     | 44    | 0        | .216  | .237     | .224     | .461  |

- 2024年度シーズン終了時
- 各年度の太字はリーグ最多

### 年度別守備成績
内野守備
| 年 度 | 球 団 | 一塁  | 一塁  | 一塁  | 一塁  | 一塁  | 一塁     | 二塁  | 二塁  | 二塁  | 二塁  | 二塁  | 二塁     |
| 年 度 | 球 団 | 試 合 | 刺 殺 | 補 殺 | 失 策 | 併 殺 | 守 備 率 | 試 合 | 刺 殺 | 補 殺 | 失 策 | 併 殺 | 守 備 率 |
| ----- | ----- | ----- | ----- | ----- | ----- | ----- | -------- | ----- | ----- | ----- | ----- | ----- | -------- |
| 2021  | 中日  | -     | -     | -     | -     | -     | -        | 30    | 35    | 62    | 3     | 15    | .970     |
| 2022  | 中日  | -     | -     | -     | -     | -     | -        | 12    | 4     | 11    | 0     | 1     | 1.000    |
| 2023  | 中日  | -     | -     | -     | -     | -     | -        | 1     | 0     | 0     | 0     | 0     | ----     |
| 2023  | 西武  | -     | -     | -     | -     | -     | -        | 1     | 0     | 0     | 0     | 0     | ----     |
| '23計 | 西武  | -     | -     | -     | -     | -     | -        | 2     | 0     | 0     | 0     | 0     | ----     |
| 2024  | 西武  | 6     | 10    | 0     | 0     | 0     | 1.000    | 1     | 0     | 1     | 0     | 0     | 1.000    |
| 通算  | 通算  | 6     | 10    | 0     | 0     | 0     | 1.000    | 45    | 39    | 74    | 3     | 16    | .974     |

外野守備
| 年 度 | 球 団 | 外野  | 外野  | 外野  | 外野  | 外野  | 外野     |
| 年 度 | 球 団 | 試 合 | 刺 殺 | 補 殺 | 失 策 | 併 殺 | 守 備 率 |
| ----- | ----- | ----- | ----- | ----- | ----- | ----- | -------- |
| 2021  | 中日  | 13    | 17    | 1     | 1     | 0     | .947     |
| 2022  | 中日  | 4     | 5     | 0     | 0     | 0     | 1.000    |
| 2023  | 中日  | 4     | 3     | 0     | 0     | 0     | 1.000    |
| 2024  | 西武  | 3     | 5     | 1     | 0     | 0     | 1.000    |
| 通算  | 通算  | 24    | 30    | 2     | 1     | 0     | .970     |

- 2024年度シーズン終了時

### 記録
初記録
- 初出場：2019年9月29日、対阪神タイガース24回戦（阪神甲子園球場）、9回表に遠藤一星の代走として出場
- 初盗塁：2021年3月26日、対広島東洋カープ1回戦（MAZDA Zoom-Zoom スタジアム広島）、9回表に二盗（投手：島内颯太郎、捕手：會澤翼）[14][15][32][33]
- 初先発出場：2021年4月2日、対阪神タイガース1回戦（京セラドーム大阪）、「2番・二塁手」で先発出場[16][34]
- 初打席：同上、1回表に藤浪晋太郎から投ゴロ[34]
- 初安打：同上、5回表に藤浪晋太郎から一塁内野安打[17][34]
- 初打点：2021年4月30日、対読売ジャイアンツ7回戦（東京ドーム）、4回表に菅野智之から右前適時打[18][35]

### 背番号
- 0（2018年[11] - 2022年）
- 51（2023年[22] - 同年7月19日）
- 34（2023年7月20日[25] - 同年終了）
- 50（2024年[27] - ）